# Мала Укрина
Мала Укрина је ријека у Републици Српској, Босни и Херцеговини.
Ток Мале Укрине почиње на подручју засеока Речани у селу Чечава, у општини Теслић. Настаје спајањем двије мање рјечице, Бијеле ријеке и Црне ријеке. Мала Укрина тече даље ка сјеверу и у селу Драгаловци, у општини Прњавор, спаја се са Великом Укрином и даље заједно чине ријеку Укрину, која се улива у Саву.
Мала Укрина дуга је око 36,8 km.